# Маук (Челябинская область)
Маук — посёлок в Каслинском районе Челябинской области Российской Федерации. Посёлок является административным центром Маукского сельского поселения Каслинского района.
Околопоселковая территория относится к категории территорий Российской Федерации с регламентированным посещением иностранными гражданами.

## География
Расположен в 138 км к северо-западу от Челябинска, в 19 км к западу от районного центра, города Касли.
Посёлок расположен к юго-востоку от горы Маук в бассейне реки Большой Маук, в пойме реки Малый Маук отгороженной небольшими горными хребтами: Вишнёвые горы, Потанины горы, Тёплые горы (гора Маук — одна из его высот), Могильные горы. В западной части посёлка находится небольшой пруд на реке Малый Маук, сооружённый в конце XIX века для обеспечения водой железнодорожной станции.
Через посёлок Маук проходят региональные автодороги 75К-011 «Красноуфимск — Верхний Уфалей — Касли» (на территории Свердловской области: 65К-1402000), 75К-017 «Кыштым — железнодорожная станция Маук», 75К-113 «Вишневогорск — Касли — железнодорожная станция Маук» посредством которых связан с соседними населёнными пунктами, такими как г. Верхний Уфалей, п. Вишневогорск, г. Кыштым, г. Касли.
В посёлке располагается одноимённая железнодорожная станция ЮУЖД неэлектрифицированной линии Челябинск — Екатеринбург. По названию станции названы некоторые геологические формации: Серовско-Маукский глубинный геологический разлом, Серовско-Маукский офиолитовый пояс, Серовско-Маукская зона меланжа.
Рядом с посёлком расположены Маукские карьеры по добыче змеевика. Есть также месторождения золота, серно-медноколчеданных золото-серебросодержащих и цинковых руд с наличием никеля и кобальта (магнетит-пирротин-халькопирит-пиритовые, сфалерит-халькопирит-пирит-пирротиновые руды и уранинит). В XVIII веке, до основания посёлка, в окрестностях были Маукские рудники по добыче железной руды для Каслинского завода.

## История
Посёлок был основан в 1894 году как пристанционный у одноимённой станции во время строительства железнодорожной ветки соединившей станцию Челябинск со станцией Екатеринбург-I (через станцию Екатеринбург-II) до этого изолированной частной Уральской горнозаводской железной дороги. В начале XX века между железнодорожными станциями Баженовская и Маук Пермской железной дороги существовала шоссейная дорога проходящая через село Багарякское (Маук-Баженовский тракт, участок между Мауком и селом Багаряк сооружён в 1898 году).
Само название посёлка, по одной из версий, на одном из тюркских наречий означает «золотое дно», что обусловлено тем, что изначально недалеко от самого посёлка было несколько «золотомоев», на которых добывали и мыли золото. Также Маук был важным пунктом в транспортной инфраструктуре, так как находится посередине дороги между городами Касли и Верхний Уфалей.
Посёлок, как и прилегающая территория. претерпевал изменения в административно-территориальном составе, так вначале относился к Пермской губернии, в дальнейшем был включён в состав Каслинского района Уральской области, с созданием Челябинской области вошёл в состав Уфалейского района Челябинской области (с административным центром в посёлке Верхний Уфалей, посёлок Касли тоже был включён в этот район), при преобразовании в феврале 1944 года Уфалейского района (город Верхний Уфалей стал областного подчинения), посёлок был включён в Каслинский район Челябинской области.
Во время Гражданской войны в посёлке существовал отряд красногвардейцев под руководством К. Ф. Ретнёва.
Возле посёлка ранее добывался кварц. На Тёплой горе проводилось углежжение для обеспечения Каслинского чугуноплавильного завода. В посёлке был Маукский лесоучасток Уфалейского леспромхоза, с 1951 года — Каслинский лесопункт.
В 1932 году в посёлке был открыт приёмный пункт санатория «Сунгуль», служивший в годы Великой Отечественной войны перевалочным пунктом для эвакуированных тяжелораненных для направления в эвакогоспиталь № 3780 на базе того же санатория.
В 1943 году в окрестностях посёлка располагался полигон 19-го запасного стрелкового полка 8-й запасной стрелковой бригады.
В XX веке в посёлке создаются объекты социальной инфраструктуры: проводится телефонная и телеграфная связь, открыты ФАП и детские ясли, проложена автодорога связывающая Касли и Верхний Уфалей (1936), школа (1938, с 1947 — семилетняя, с 1950 — неполная средняя школа, в новом здании с 1983), библиотека (1950), детский сад (1955), ветеринарный пункт (1958), сельский клуб (1964, с 1974 дом культуры), продовольственный магазин (1972), АТС (1983). В 2013 году был достроен храм Успения Богородицы.

## Экономика
Сейчас посёлок живёт за счёт нескольких пилорам. Недалеко от посёлка ведётся добыча медных руд, поделочного и облицовочного камня — змеевика. По данным за 2017 год, в сточных водах с Маукского медно-колчеданного месторождения отмечались превышения некоторых показателей ПДК.
Разработку Центрального рудного тела Маукского месторождения ведёт АО «Маукский рудник» расположенный в посёлке Вишневогорск (около 10 км от п. Маук по прямой). Добыча предполагается способом кучного выщелачивания.
В посёлке расположены газораспределительная станция на магистральном газопроводе, понижающая электрическая подстанция 110/10 кВ.

## Население
Количество населения посёлка составляло: 1926 г. — 253 чел., 1936 г. — 1451 чел., 1970 г. — 1212 чел., 1983 г. — 974 чел., 1995 г. — 1098 чел.,  2010 г. — 714 чел. На фронт во время Великой Отечественной войны было направлено 147 жителей посёлка (тогда села), не вернулось 72 из них.
| 2002 | 2010 | 2011 | 2012 | 2013 | 2014 | 2015 |
| ---- | ---- | ---- | ---- | ---- | ---- | ---- |
| 823  | ↘713 | ↘711 | ↗731 | ↗754 | ↘744 | ↗746 |
| 2016 | 2017 | 2018 | 2019 | 2020 | 2021 |      |
| ↘734 | ↘713 | ↘690 | ↘683 | ↘681 | ↘542 |      |